# Wengernalpbahn
De Wengernalpbahn (afgekort WAB) is een Zwitserse bergspooronderneming in het Berner Oberland gelegen in kanton Bern. De onderneming werd vernoemd naar de Wengeralp. De trajecten van de WAB hebben een spoorbreedte van tachtig centimeter.

## Geschiedenis
Het traject van WAB van Lauterbrunnen over Wengen en Kleine Scheidegg naar Grindelwald werd in 1893 geopend. Het oorspronkelijke traject had tussen Lauterbrunnen en Wengen een helling tot 250‰. Deze stijging zorgde voor een grote belasting van de voertuigen. Daarom werd in 1910 een nieuw traject met een helling tot 180‰ geopend. Het oude traject werd alleen in de zomer gebruikt voor goederenvervoer. In 2009 werd het spoor opgebroken.
In september rijden er planmatig nostalgische treinen waarbij regulaire vervoersbewijzen kunnen worden gebruikt.
Zowel in Lauterbrunnen als in Grindelwald bestaat de mogelijkheid over te stappen op de lijnen van de Berner Oberland-Bahnen (BOB) naar Interlaken Ost. In station Kleine Scheidegg bestaat de mogelijkheid over te stappen op de Jungfraubahn (JB). Eveneens op de Kleine Scheidegg bestaat de mogelijkheid te driehoeken.
In 1946 werden de bedrijfsvoering van de Wengernalpbahn (WAB), de Jungfraubahn (JB) en de Berner Oberland-Bahnen (BOB) in een gemeenschappelijke directie ondergebracht. Deze directie werd in 2000 de rechtsopvolger van bovengenoemde bedrijven een dochteronderneming van Jungfraubahnen Holding en de Berner Oberland-Bahnen (BOB)

## Tandradsysteem
De WAB maakt gebruik van het tandradsysteem Riggenbach. Riggenbach is een tandradsysteem ontwikkeld door de Zwitserse constructeur en ondernemer Niklaus Riggenbach (1817-1899). De Jungfraubahn werkt met het tandradsysteem van Strub.

## Elektrische tractie
Het traject van de WAB werd geëlektrificeerd met een spanning van 1500 volt gelijkstroom.